# Scarabaeus catenatus
Scarabaeus catenatus es una especie de escarabajo del género Scarabaeus, familia Scarabaeidae. Fue descrita científicamente por Gerstaecker en 1871.
Habita en la región afrotropical (Etiopía, Somalia, Kenia y Tanzania).